# Tulpensonntag

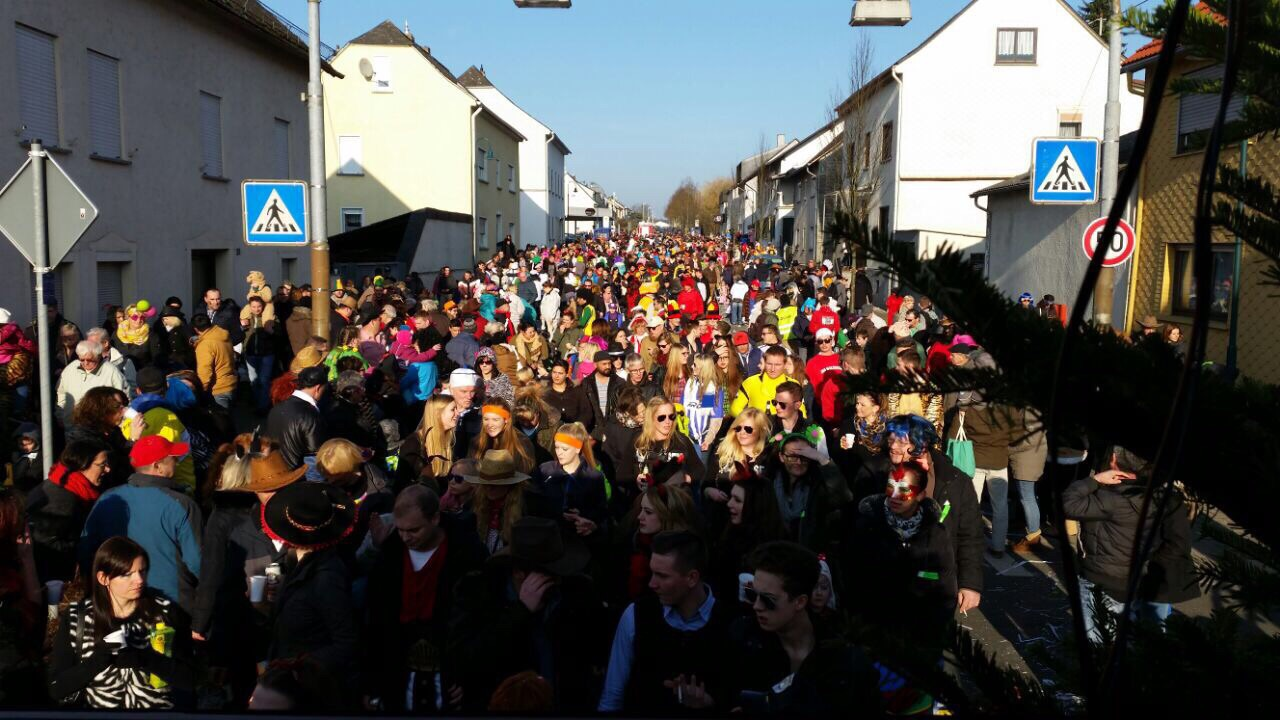
Fastnachtsumzug in Obertiefenbach (Beselich) 2015

Der Tulpensonntag, auch Karnevalssonntag, in der schwäbisch-alemannischen Fastnacht Fastnachtssonntag, in Österreich und Bayern Faschingssonntag, ist die närrische Bezeichnung für den Sonntag vor Rosenmontag. Im liturgischen Kalender heißt dieser Sonntag Estomihi oder Quinquagesima. In vielen Orten finden Karnevalsumzüge und Festveranstaltungen statt. In Köln gehen an diesem Tag die Schull- un Veedelszöch.
In Neuss heißt dieser Tag traditionell Kappessonntag und in Düren Orchideensonntag.